# Quinto Fuficio Cornuto
Quinto Fuficio Cornuto (en latín: Quintus Fuficius Cornutus) fue un senador romano que vivió en el siglo II, y desarrolló su cursus honorum bajo los reinados de Trajano, Adriano, Antonino Pío, y Marco Aurelio. Fue cónsul sufecto en el año 147 junto con Aulo Claudio Cárace.

## Carrera política
Su cursus honorum se puede reconstruir a partir de una inscripción incompleta encontrada en Casalbordino, cerca de Vasto en Italia. La ubicación de este monumento llevó a Géza Alföldy a conjeturar que los orígenes de Cornuto estaban en este pueblo, o en la vecina Frentanum, donde se sabe que Cornuto poseía propiedades. La restauración de la inscripción hace suponer que el primer cargo que ocupó Cornuto fue el de quattuorvir viarum curandarum, cargo dentro del vigintivirato que supervisaba el mantenimiento de las calles de la ciudad de Roma. Luego fue tribuno militar, y mientras ocupaba ese cargo, Cornuto participó en combates donde sus logros le llevaron a ser premiado con dona militaria o condecoraciones militares. Sin embargo, se desconoce dónde combatió y con qué legión; falta la parte de la inscripción que contiene esa información. Valerie Maxfield enumera dos posibles ocasiones en las que esto pudo haber sucedido: "la Rebelión de Bar Kojba de los años 132-135 en la que Gayo Popilio Caro Pedón, cónsul el mismo año que Cornuto, fue condecorado"; o la expeditio Britannica durante la gobernación de Quinto Lolio Úrbico. Pero según Anthony Birley es bastante dudoso que Cornuto participara en la guerra judía, señalando que Adriano "fue notablemente poco generoso con las condecoraciones en la guerra judía".
Sobrevive bastante de la inscripción para atestiguar que Cornuto fue candidato imperial para las magistraturas republicanas de tribuno de la plebe y pretor; Alföldy fecha el último cargo a más tardar en el año 138, mientras que Maxfield lo data alrededor del año 137. Ser el candidato del emperador para una magistratura era un honor importante. Una vez que ocupó el cargo de pretor, Cornuto fue nombrado iuridicus en la provincia de Hispania Tarraconense. Alföldy señala que fue uno de los tres hombres que ocupó este cargo durante un período limitado: ordena los tres poniendo en primer lugar a Lucio Novio Crispino, cónsul sufecto en el año 150, quien fue reemplazado por Lucio Celio Festo, cónsul sufecto en el año 148, y quien a su vez fue reemplazado por Cornuto alrededor del año 140; que se supone que permaneció en este cargo durante tres años.
Luego Cornuto fue nombrado legatus o comandante de una legión cuyo nombre se desconoce, pero parece haber estado estacionada en una de las dos provincias de Moesia; Alföldy fecha este cargo aproximadamente en los años 142 a 144, mientras que Maxfield da las fechas aproximadas de los años 141 a 143. Esto fue seguido por su cargo de gobernador de la provincia imperial de Panonia Inferior, que ocupó desde el año 144 hasta el 147. A su regreso a Roma, Cornuto ejerció su consulado sufecto en el año 147.
El único cargo que se sabe que Cornuto ocupó después de su consulado fue el de gobernador de Moesia Inferior, que ocupó desde aproximadamente el año 151 hasta el año 154. Además, fue nombrado sodal o sacerdote del culto imperial de la dinastía Flavia.